# Nguyễn Phú Nguyên
Nguyễn Phú Nguyên (sinh ngày 29 tháng 10 năm 1995) là một cầu thủ bóng đá chuyên nghiệp người Việt Nam hiện thi đấu ở vị trí tiền vệ cho câu lạc bộ bóng đá Hải Phòng tại V.League 1.